# Lokal wyborczy

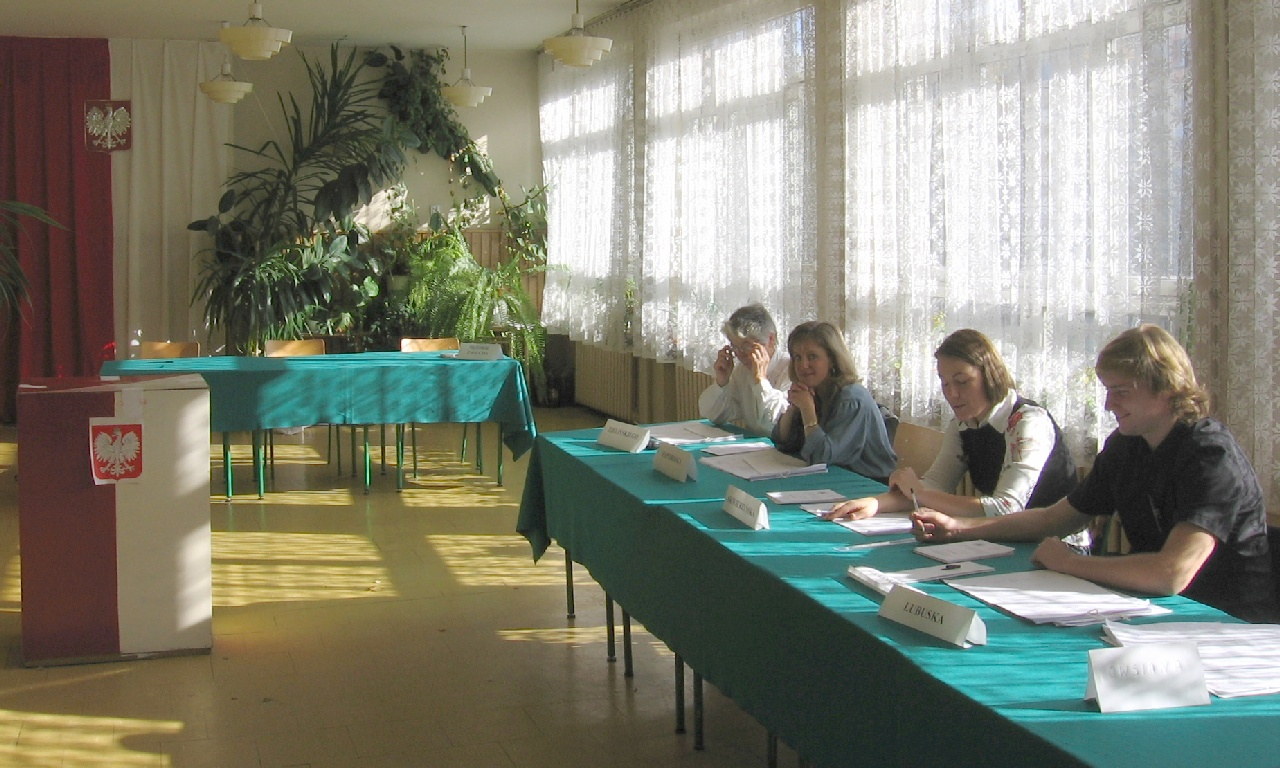
Wnętrze jednego z lokali wyborczych we Wrocławiu w czasie wyborów prezydenckich w 2005

Lokal wyborczy – pomieszczenie na terenie obwodu głosowania, w którym wyborcy mogą oddawać swoje głosy w wyborach. W większości krajów na potrzeby lokalu wyborczego adaptuje się pomieszczenia instytucji publicznych – szkół, urzędów, bibliotek, świetlic wiejskich, remiz OSP, itp.
W Polsce, zgodnie z kodeksem wyborczym i uchwałami PKW, w lokalu wyborczym powinny znajdować się: godło państwowe, przezroczysta urna mogąca pomieścić wszystkie oddane karty do głosowania, pomieszczenia lub osłony zapewniające tajność głosowania, a także – przybory do pisania i plakaty informujące o sposobie głosowania i warunkach ważności głosu. Na zewnątrz lokalu powinna być wywieszona flaga państwowa, natomiast wewnątrz niego godło w widocznym miejscu.